# Бісертський міський округ
Бісе́ртський міський округ (рос. Бисертский городской округ) — адміністративна одиниця Свердловської області Російської Федерації.
Адміністративний центр — селище міського типу Бісерть.

## Населення
Населення міського округу становить 9921 особа (2018; 10661 у 2010, 11854 у 2002).

## Склад
До складу міського округу входять 5 населених пунктів:
| Населений пункт               | Населення, осіб (2002) | Населення, осіб (2010) |
| ----------------------------- | ---------------------- | ---------------------- |
| Бісерть, селище міського типу | 11262                  | 10233                  |
| Кіргішани, село               | 431                    | 360                    |
| Октябрський, селище           | 29                     | 15                     |
| Первомайський, селище         | 130                    | 50                     |
| Чеботаєво, селище             | 2                      | 3                      |